# Vojtěch Kyjovský
Vojtěch Kyjovský, též Vojtěch Václav Kyjovský (9. dubna 1884 Přerov – 13. prosince 1948 Brno), byl český a československý průmyslník a politik; meziválečný poslanec Revolučního národního shromáždění za Republikánskou stranu československého venkova (agrárníky).

## Biografie
Pocházel z přerovského podnikatelského rodu Kyjovských.
Od roku 1918 zasedal v Revolučním národním shromáždění za Republikánskou stranu československého venkova (od roku 1922 Republikánská strana zemědělského a malorolnického lidu). Byl profesí advokátem.
Byl uváděn též jako velkostatkář. Podílel se na správě Moravské agrární a průmyslové banky, která byla roku 1927 transformována na Moravskou banku. Po roce 1920 měl být jmenován ministrem, ale funkci prý z rodinných důvodů odmítl. Bydlel v Brně. Předsedal dozorčí radě Národní záložny zemědělské. Byl členem správní rady a prezidentem Moravské banky. Působil jako ředitel Starobrněnského pivovaru a Svazu průmyslu papírenského. Byl rovněž zastoupen ve správní radě Jihlavských mlýnů a zastával funkci předsedy správní rady Moravských oceláren a železáren v Olomouci. Roku 1931 byl československým delegátem na 16. mezinárodním kongresu Chambers of Commerce. Od roku 1938 vykonával úřad konzula Estonska pro Moravskoslezskou zemi a pro Slovensko. Estonská vláda mu udělila Řád Červeného orla. Byl členem Autoklubu, Rotary klubu a dalších spolků.
Od 18. listopadu 1909 byla jeho manželkou Anna Adamcová, dcera profesora a ředitele Zemské vyšší hospodářské školy v Přerově Ing. Jana Adamce.